# サッカーソマリランド代表
サッカーソマリランド代表（サッカーソマリランドだいひょう）は、ソマリランドフットボール連盟により編成されるソマリランドのサッカーのナショナルチームである。

## 歴史
ソマリランドを国家承認している国が全く無く、代表チームも国際サッカー連盟（FIFA）やアフリカサッカー連盟（CAF）には未加盟である。
2014年に発足した独立サッカー連盟（ConIFA）に加盟して、2016 ConIFAワールドフットボール・カップに出場した。